# Argyrodes unimaculatus
Argyrodes unimaculatus är en spindelart som först beskrevs av Marples 1955.  Argyrodes unimaculatus ingår i släktet Argyrodes och familjen klotspindlar. Inga underarter finns listade i Catalogue of Life.